# 日高範子
日高範子（日语：／ Hidaka Noriko，1962年5月31日—），日本女性配音員、演員、廣播主持人、旁白、歌手（前偶像歌手）。出身於東京都千代田區九段。身高157cm。AB型血。
本名：伊東範子（いとう のりこ）。暱稱「子」。已婚。原屬81 Produce，2009年1月19日，現在是Combination所屬。
代表作有《鄰家女孩》（淺倉南）、《龍貓》（草壁皐月）、《亂馬½》（天道茜）等。
特長：踩球。

## 來歷
日高老家的本業是西裝裁縫店，店名為（位於日本武道館的附近）。為家中的長女，家庭成員有父、母、兩個弟弟。
東京都千代田區立富士見小學、千代田區立九段中學、頌栄女子学院高校出身。短大中退。
從小希望長大後要當演員，從童星活動起家。高中時期以的名義於動畫《雙胞胎萌趣趣》擔任主題歌的主唱，及活動大姊姊進行全國巡迴表演。
後來，曾為她發行的唱片公司因為人事異動，負責人被調到偶像部門，從此被應邀作為偶像出道。一開始雖然拒絕，演員才是她本身的目標，但據說最好先作為偶像出道才會成名，結果她說服自己並決定以偶像出道。
1979年2月至1980年1月播出的《戰鬥狂熱 J》（飾演中原圭子）以本名伊東範子的名義參演。
1980年在歌曲作為偶像出道。一開始使用「藍陽子」作為藝名只有一天，但本名她想保留，所以就變成現在使用的藝名。曾擔任香川縣「仁尾太陽博」的宣傳小姐。並作為NHK音樂節目《Let's Go Young》自家歌唱團體Sundays的成員之一出演，儘管在某種程度上成名，但作為偶像紅不起來而陷入了低潮，持續過著艱苦的日子。
1984年，當時演藝界的狀況還沒銳變，父母建議她應該先去找工作。有一次，日高在廣播節目中收到聽眾的來信，信中寫說「（日高）妳的聲音很有個人特色，適合去當配音員」因這一句建議，讓日高有了想要成為配音員的想法。之後，日高以電視動畫《超時空騎團》（飾演牧姬·諾瓦一角）在配音業界出道。次年1985年在電視動畫《鄰家女孩》中擔演女主角淺倉南，提高了她在配音業界的知名度。
在那之後，日高在《飛越顛峰》、《海底兩萬哩》、《亂馬½》及《龍貓》等人氣動畫作品中獲得主演。包含在1989年《彼得潘的冒險》中的要角第一次飾演少年。除此之外，透過反映年齡的角色數量也增加，從此擴大了她演的角色範圍。
1992年5月結婚之後因為業務繁忙，一時期間選擇專注於家庭生活。
2015年，與同行山崎和佳奈和松井菜櫻子3人一起組成音樂組合「backdrops」，並發行出道單曲《Don't fly！》。
2017年1月9日，於朝日電視台播放的節目『200位人氣聲優認真票選！聲優總選舉3小時SP』的排名中得到第21名。
2017年10月20日，擔任愛知縣大使。
2018年8月6日，與近藤夏子（創作歌手）和SEIJI（樂團吉他狼吉他手和主唱）一起被任命為島根縣家鄉親善大使「遣島使」。

### 所屬事務所
童星時期是東京寶映所屬，偶像歌手出道後本來是CBS Sony預留（經紀人：森田），之後轉移至河野Promotion（1996年春天歇業）。曾以自由身持續活動，之後在81 Produce經理吉田理保子的邀請下加入該事務所。2006年3月從81 Produce離所後，在丈夫的個人事務所「BIG MOUNT」上班。2009年1月19日，與《鄰家女孩》以來經常合作的同事及好友三矢雄二一起成立Combination。
偶像歌手時期經歷的唱片公司當初是從CBS Sony到經歷了Pony Canyon、FUTURE LAND、Meldac。近年已經停止獨唱歌手的活動。

### 人物
當初使用的藝名是異體字，但除了在偶像時代的早期，通常寫作「日高」表示。但是在大約10年前，由於字面筆畫的關係，配音員金丸淳一建議她，恢復使用異體字。
本人稱最接近自己的角色是《亂馬½》女主角天道茜。原因父親是空手道教練，並開設道場，從小她就跟父親一起學空手道，並常跟弟弟進行決鬥，結果被周遭的大人說她像一個男孩子。
1991年，與山寺宏一和關俊彥3人一起進行《@@::》的公開表演。之後，日高就跟與山寺宏一和關俊彥組成了Banana Gritters，並活躍於廣播節目、推出CD一直到1995年為止（後來於2016年重新開始）。
1992年5月下旬結婚（30歲的前夕），丈夫是小她2歲的導演，雙方在廣播節目《日高範子的Hyper Night》工作中相識。

#### 在《鄰家女孩》中的演技指導
上面提到由於動畫《宇宙再生人》的錄音試鏡，與日高自身擔當常駐演出的廣播節目重疊，因此她的經紀人岡本當時帶著收音機趕到的試鏡會場，讓她以配音員的身份出道。但是，日高完全沒有配音經驗就這樣直接進入了配音業界，所以有一段時間因為表現而受到嚴厲的批評。加上工作人員很少給她關懷以及向她訴說，總而言之，當時她並不知道自己的表現很差。從那個時候開始，日高經常在試鏡會的最終審查階段輸給前輩島本須美。後來在提及島本時，日高就曾表示「她總是超越過我」、「在甄選會碰面那時我就放棄了」、「我認為自己不是她的對手」。
日高在動畫《車博士》的錄音現場時，被告知接下來會有一場試鏡，而那部作品就是《鄰家女孩》。經過試鏡後，日高獲選擔任女主角淺倉南的配音，當時工作人員的目的，是以「即使表現不佳，我們就用她來賭一把吧」的想法來培養她。《鄰家女孩》的動畫導演杉井儀三郎表示之所以會起用日高來擔任，理由是她的音質很接近淺倉南的形象。擔任配音員的經驗並不多，而且她（日高）講話的方式聽起來並不像配音員。
在後製錄音現場，日高每次接受三矢雄二（飾演主角上杉達也）和前輩同事、音響監督藤山房伸，以及共演的林家小不平（現·林家正藏）等人嚴厲的指導，有時讓她倍感壓力。起初日高是因為缺乏經驗而忍耐，但卻每況愈下。直到在一旁的三矢看不下去了，對她叱責說：「糟透了！妳應該再更喜歡我一些啊！」，以及看到其他演出者的台詞配音進展順利，但一輪到日高錄音時影片就會立即停止播放，然後音響監督等高層之間開會討論的情景後，才實際感受到四周的人因為自己的拙劣表現而煩惱。
然而，在如此嚴酷的環境磨練之下，讓日高的演技能力在短時間內明顯提升，此後更使她成為業界的長青樹人物。後來她與三矢依然保持友好，還共同建立事務所以及一起上電視節目。另外，有時她還被稱為「在現場被鍛鍊就會成長的典型例子」、「努力攀登飽經風霜的人」，對此，日高本人也對當時《鄰家女孩》的團隊表達感謝（但後來在《亂馬½》與三矢再度同台演出時，還曾被音響監督指出「因為三矢先生坐在旁邊，日高小姐會感到緊張吧」）。後來，她將自己的經驗活用於指導後輩山口勝平，即使到現在，山口依然對前輩日高極為敬重。
對於《鄰家女孩》於1987年3月播畢，日高表示「《鄰家女孩》完結後我非常著急。然而，卻在第二年（1988年）的《飛越巔峰》獲得了御宅族的支持，還有電影《龍貓》（飾演草壁皋月）獲得了廣大觀眾的喜愛。能夠同時獲得御宅族和廣大觀眾的讚美（笑），我想，身為配音員我還算過得去吧？」。

#### 飾演少年、青年
日高以配音員的身份已經在某種程度上出名時，其經紀公司的經理說「《鄰家女孩》雖然受到了歡迎，但是如果讓她飾演如此重要的角色，那麼接下來事情就有點不太妙了」。本人認為，若是出現比她年輕又出色的新人的話，那就必須要另外挑戰女主角以外的角色，才能夠繼續從事配音的工作。
有一次，日高以《亂馬½》女主角天道茜配音員的身份出現在該動畫的錄音室，看到負責路人少年聲音的臨時演員竟然沒有一個人進入錄音室。一般在這種情況下，是會由現場的女性配音員負責，但是錄音室當時只有日高一個人。然而，錄音監督斯波重治將路人男孩聲音的錄製作業推遲，他說「乾脆下週再錄製吧」。後來日高回憶起當時「斯波先生認為，我無法扮演少年的角色」，由於自己從未演演過少年的角色，即使說出「請讓我來吧！」這樣請求音響監督也沒有辦法，有一種悒悒不樂的心情。
她想，若遇到了這種情形該如何做呢，在那當時，在她的作品履歷中大多演的是女孩的角色，自己以為只要挑戰男孩的角色，其形象就會突然改變，當時，日高在《彼得潘的冒險（以下簡稱《彼得潘》）》女主角溫蒂的提案說希望能演彼得潘。然而，她沒有勇氣要求導演給她試鏡的機會，就低聲細語說「我想要演彼得潘」，剛好被在她旁邊的音響監督聽到，於是很乾脆的回答她「什麼，妳想要試嗎？」，就這樣，彼得潘的角色決定由日高擔當。
日高在《彼得潘》第1話的錄音作業中，顯得不知所措，然後喃喃自語的看什麼是OA，同時逐漸領會到「我應該在這裡做嗎」的感覺。山口勝平看了《彼得潘》的預告片後，對聽了會崩潰的聲音做出了回應，「現在的（彼得潘時期）世界名作劇場主角聲音被污化了！」這句話往後在《亂馬½》的錄音現場也變成了軼事。
另外，她作為主役雖然感到壓力，但是受到同名作品飾演溫蒂的松井菜櫻子和飾演叮卡的島本須美這兩人的幫助下，她才能夠完成演出。和飾演虎克船長的大塚周夫兩方都有相當多的戲份，由於對象是配音界的老手，她感到非常緊張，因此很想重返當時的最佳表現。這也讓《亂馬½》的錄音監督斯波重治稱讚她「太讚了！動畫本身表現不錯，但妳也是如此！」。
接著，日高以《海底兩萬哩》中的約翰·洛克·拉爾蒂克，再度擔演少年的角色，雖然她被要求保持低調進行日常對話，但她感到不安與懷疑「這是男孩的聲音嗎？」。她說，由於約翰在作品中的設定是一位發明家，腳本中存在著許多困難的漢字，因此日高本身並不擅長漢字，在這方面也有困難。此外，飾演主角娜汀亞的鷹森淑乃與她自從在這部動畫中共演以來有不錯的交情，由於2人的住所距離很近，因此也是常常在午餐時討論教育問題的好朋友。關於娜汀亞在故事中的性格，日高說「我想過許多場景，如果我是約翰『就做你想做的吧！』」。
不僅如此，在劇場版電影中，日高繼續擔演17歳已經成為青年的約翰，對她而言這既困難又具有挑戰性。自約翰這少年的角色之後，她在男性角色中的演出次數增加，增廣了她的演技範圍。
之後，日高在《鬥球兒彈平》中飾演主角一擊彈平，透過與野澤雅子（飾演彈平的搭檔，小佛珍念）的合作，她才學會瞭如何飾演男孩的角色，以及如何表達出男孩的各種情感。

## 演出
粗體字表示主要角色。

### 電視動畫
1984年
- 超時空騎團南十字宮（牧姬·諾瓦（日语：ムジカ・ノヴァ））
- 請多指教跑車郎中（日语：よろしくメカドック）（小野麗子）

1985年
- 鄰家女孩（1985年－2001年，淺倉南[21]）1系列 + 特別篇2部[注 6]
- 忍者戰士飛影（蓮妮·愛）

1986年
- 波士可的冒險（日语：ボスコアドベンチャー）

1987年
- 動畫三劍客（日语：アニメ三銃士）（康絲坦絲）
- 城市獵人（清水美津子）
- 之後頓珍漢（日语：ついでにとんちんかん）（白井甘子）

1988年
- 城市獵人2（惠美）

1989年
- 機動警察（烏爾王子）
- 太陽傘世界的叮噹平平（日语：パラソルヘンべえ）（內木梅格爾）
- 彼得潘的冒險（彼得潘[22]）
- T.P.時光特警（安川由美子）
- 亂馬½ (1989年版)、亂馬½ 熱鬥篇（1989年－1992年，天道茜／下集預告旁白）

1990年
- 海底兩萬哩（約翰·洛克·拉爾蒂克[23]）
- 麵包超人（奶油泡芙公主）

1991年
- 淘氣的雙胞胎 克萊爾學院物語（日语：おちゃめなふたご クレア学院物語）（派翠西亞·薩里邦〈派特〉[24]）
- 鬥球兒彈平（一撃彈平）
- 黑色推銷員（日比野鏡子）

1992年
- 蔬果村的故事（洋蔥湯培）
- 神采飛揚（結城可奈子）

1993年
- 足球風雲（遠藤一美[25]）

1994年
- 小紅帽恰恰（希尼）
- 重獲新生的機器人（日语：おまかせスクラッパーズ）（橘小百合）
- 飛虎奇兵（九郎）

1995年
- Oz Kids（日语：オズ・キッズ）（多托〈初代〉）
- 依沙米大冒險（雪見草子）
- （格文）

1996年
- 哈利動物園（日语：はりもぐハーリー）（哈利）
- 鋼鐵神兵（瑪莉亞）
- 浪客劍心（瀨田宗次郎）

1997年
- 金田一少年之事件簿（花村葵、花村棗、都築瑞穗、香取洋子）
- CLAMP學園偵探團（宙尊寺繪里衣、京極綠子）
- 烏龍派出所（橘琴音）
- 少女革命（千唾時子）
- 麵包超人（極光公主〈第3代〉）

1998年
- 麵包超人（ストレート）

- 超速搖搖（中村謙一〈少年時期〉）
- 爆走兄弟Let's & Go!! MAX（一文字烈矢）

1999年
- 金田一少年之事件簿（如月靜歌）
- 索斯機械獸（里節[26]）
- 天使不設防！（諾艾爾的母親）
- 神奇寶貝（カオルコ）

2000年
- 犬夜叉（桔梗）
- 銀河冒險戰記（賽蘭）
- ONE PIECE（貝爾梅爾）

2001年
- 學園戰記無量（日语：学園戦記ムリョウ）（村田今日子）
- 幽浮寶貝（鯉魚旗的兒子）

2002年
- 真·女神轉生 惡魔之子 光之書&闇之書（克洛特）
- 洛克人EXE（大園真理子老師[27]、渥斯首領）

2003年
- 貯金大冒險（アンチョビ）
- 音速小子X（海倫）
- 偵探學園Q（水無月香）
- 鈴鐺貓娘（數碼子的媽媽）
- 超齡細公主（パック）
- 神奇寶貝 Side Story（阿始）
- 陽光伴我行。（日语：まっすぐにいこう。）
- 洛克人EXE AXESS（大園真理子老師）

2004年
- 怪傑佐羅利（人魚公主的母親）
- 混沌武士（八葉）
- 魔法娜娜咪（青葉洋子）
- 陽光拌我行。（若月郁子的母親）
- MAJOR 1st season（本田千秋）

2005年
- 怪醫黑傑克（畸形囊腫的聲音）
- 雪之女王（妮娜〈凱的母親〉[28]）
- 洛克人EXE Stream（大園真理子老師、大園由理子）
- 洛克人EXE BEAST（大園真理子老師、大園由理子）

2006年
- 犬神！（奶奶）
- 玻璃假面 (2006年版)（速水真澄〈幼年時期〉）
- The Third ～蒼之瞳的少女～（日语：ザ・サード#テレビアニメ）（火乃香的母親）
- 野昭如 戰爭童話集「燒過的點心樹（日语：焼跡の、お菓子の木）」（春男）
- 洛克人EXE BEAST+（大園真理子老師）

2007年
- 死亡筆記本（尼亞）
- 忍者少女！（小紫）
- 楓之谷（索雅拉〈阿魯的母親〉）

2008年
- 丸少爺（號）
- 奇奇的異想世界（媽媽）
- DEATH NOTE Rewrite 2 L的繼承者（尼亞）
- 波菲的漫長旅程（瑪麗莎）

2009年
- 犬夜叉 完結篇（桔梗）
- 奇奇的異想世界 新的家（媽媽）

2010年
- STAR DRIVER 閃亮的塔科特（ヨウ·フジノ）
- 麵包超人（モッチーくん）

2011年
- 這樣算是殭屍嗎？（妄想優）
- 沖繩島MiRiKa（日语：島んちゅMiRiKa）（MiRiKa）
- Suite 光之美少女♪（愛芙羅黛蒂）
- Dororon炎魔君 熊～熊燃燒（日语：Dororonえん魔くん メ〜ラめら）（貓夢）
- 日常（史塔拉公主）
- 星光少女 極光之夢（春音緒美、貝貝）

2012年
- 足球騎士（一色妙子）
- PSYCHO-PASS（主宰者[29]）
- HUNTER×HUNTER (新版)（俠客[30]、PC聲音）
- 星光少女 美夢成真（貝貝、明子）
- 名偵探柯南（世良真純[[[Wikipedia:格式手册/链接#章節|錨點失效]]]）
- ONE PIECE 娜美特別篇 ～領航員之淚與夥伴的羈絆～（貝爾梅爾）

2013年
- 加油！露露洛洛（日语：くまのがっこう#テレビアニメ）（媽媽）
- 京騷戲畫（阿[31]）
- 星光少女 美夢成真（春音緒美）
- LoveLive！（理事長〈南琴梨的母親〉）

2014年
- Wake Up, Girls！（丹下順子[32]）
- 女友伴身邊（深見繪真[33]）
- 星光少女 彩虹舞台（福原瑪莉）
- LoveLive！2nd Season（理事長〈南琴梨的母親〉）
- PSYCHO-PASS 2（主宰者）

2015年
- 牙狼〈GARO〉-紅蓮之月-（和泉式部[34]）
- 麵包超人（甜點公主〈第5代〉）
- 那就是聲優！（日高範子[注 7]）

2016年
- 小貓奇奇 毛絨絨大冒險（奇奇的媽媽）
- ViVid Strike！（洛莉·貝利內塔）

2017年
- 小魔女學園（阿修拉老師／閃亮夏莉歐[35]）
- 戰鬥女子學園（八雲樹）
- 決鬥大師（意式奶凍）
- ONE PIECE 東海特別篇 ～魯夫與四位夥伴的大冒險～（日语：ONE PIECE エピソードオブ東の海 〜ルフィと4人の仲間の大冒険!!〜）（貝爾梅爾）
- Wake Up, Girls！新章（丹下順子）

2018年
- POP TEAM EPIC（PIPI美〈第1話B段〉）
- 溫泉屋小女將（林瑞玲[36]）
- 深夜！天才傻鵬（日语：深夜!天才バカボン）（傻瓜寶的媽媽[37]）
- 星光頻道（浦島時子）

2019年
- 百慕達三角 ～多彩田園曲～（阿爾蒂[38]）
- MIX（胖奇幼犬[39]、旁白[39]）
- 擅長捉弄人的高木同學2（西片的母親）
- 戰姬絕唱SYMPHOGEAR XV（Shem Ha）
- 神田川JET GIRLS（旁白、波黃蘭）
- PSYCHO-PASS 3（主宰者）
- 屁屁偵探（蝴蝶夫人）

2020年
- 織田肉桂信長（尾田市子的母親[40]）
- 別對映像研出手！（水崎燕的母親[41]）
- 噴嚏大魔王2020（與田山洋子[42]）
- 半妖的夜叉姬（時代樹的精靈／擬態桔梗）

2021年
- 暮蟬悲鳴時業（艾烏亞）
- 咒術迴戰（九十九由基）
- 暗黑企業的迷宮（旁白）
- 暮蟬悲鳴時卒（艾烏亞）
- 古見同學有交流障礙症（旁白）
- 半妖的夜叉姬 貳之章（時代樹的精靈）

2022年
- 擅長捉弄人的高木同學3（西片的母親）

2023年
- 令和的Di Gi Charat（數碼子的媽媽）
- 明日方舟 冬隱歸路（文月[43]）
- 藥師少女的獨語（風明[44]）

2024年
- 夜櫻家大作戰（夜櫻零）
- 亂馬½ (2024年版)（天道茜[45]）

2025年
- WITCH WATCH 魔女守護者（工理路[46]）
- 明日方舟 焰燼曙明（文月[47]）
- 保齡球少女！（寿桃[48]）

### 電影動畫
1986年
- GREY Digital Target（日语：GREY）（芳）
- 鄰家女孩：沒有背號的王牌投手（淺倉南）
- 鄰家女孩2：再見的禮物（淺倉南）

1987年
- 鄰家女孩3：在你離開之後（淺倉南）

1988年
- 龍貓（草壁五月[49]）

1989年
- 動畫三槍手：阿拉米斯的大冒險（日语：アニメ三銃士）（康絲坦絲）

1990年
- 隨風而逝的記憶（麗莎）
- 麵包超人：細菌人大反攻（日语：それいけ!アンパンマン ばいきんまんの逆襲）

1991年
- 海底兩萬哩 劇場用原創版（約翰·洛克·拉爾蒂克）
- 亂馬½：中國寢崑崙大決戰！規則無視的激鬥篇!!（日语：らんま1/2 中国寝崑崙大決戦! 掟やぶりの激闘篇!!）（天道茜）

1992年
- 亂馬½：決戰桃幻鄉！奪回新娘子!!（日语：らんま1/2 決戦桃幻郷! 花嫁を奪りもどせ!!）（天道茜）

1994年
- 亂馬½：超無差別決戰！亂馬隊VS傳說的鳳凰（日语：らんま1/2 超無差別決戦! 乱馬チームVS伝説の鳳凰）（天道茜）

1997年
- 喀喀喀的鬼太郎：妖怪午夜棒球（三太郎）

1998年
- 機動戰艦撫子號 -The prince of darkness-（真紀美·榛〈哈利〉）
- 銀河鐵道999：永恒幻想（伊瑟爾）
- （布布里奈）

2001年
- 劇場版 犬夜叉：跨越時代的思念（桔梗）
- 劇場版 鈴鐺貓娘：星之旅（數碼子的媽媽）

2002年
- 犬夜叉：鏡中的夢幻城（桔梗）

2004年
- 犬夜叉： 紅蓮的蓬萊島（桔梗）
- 劇場版 神奇寶貝：裂空的訪問者 代歐奇希斯（小超）
- 新暗行御史（沃）

2005年
- 劇場版 神奇寶貝：夢幻與波導的勇者 路卡利歐（母親）
- 洛克人EXE：光與黑暗的遺產（日语：ロックマンエグゼ 光と闇の遺産）（大園真理子老師）

2006年
- 飛越巔峰！&飛越巔峰2！合體劇場版!!（高屋法子）

2007年
2010年
- 歡迎來到宇宙秀（花子）

2011年
- 劇場版 Suite 光之美少女♪：奪取回來！連結心中的奇蹟旋律♪（愛芙羅黛蒂）

2012年
- 蠟筆小新：我和我的宇宙公主（波音大）

2013年
- 劇場版 HUNTER×HUNTER 緋色幻影（俠客[50]）
- 小魔女學園（阿修拉老師／閃亮夏莉歐）

2014年
- 劇場版 Wake Up, Girls！七位偶像（丹下順子[32]）
- 名偵探柯南：異次元的狙擊手（世良真純[51]）

2015年
- 續·劇場版 Wake Up, Girls！（丹下順子[52]）
- 劇場版 PSYCHO-PASS（主宰者）
- LoveLive！學園偶像電影（理事長）
- 小魔女學園：魔法遊行（阿修拉老師[53]）

2020年
- PSYCHO-PASS心靈判官3 FIRST INSPECTOR（主宰者[54]）

2021年
- 名偵探柯南：緋色的彈丸（世良真純）

2023年
- 劇場版 PSYCHO-PASS心靈判官 PROVIDENCE（主宰者[55]）

2024年
- 我的鬼女孩（紫苑[56]）

2025年
- 蠟筆小新：超華麗！灼熱的春日部舞者（スゴイキューブ[57]）

### OVA
1988年
- 沙羅曼蛇（史蒂芬妮·馬克貝因）
- 飛越顛峰（高屋法子）

1989年
- 銀河英雄傳說（特蕾莎·華格納）
- 巴歐來訪者（堇）

1990年
- THE八犬傳（犬江新兵衛）
- B·B（日语：B・B）（松原小雪）

1991年
- 1月是聖誕節（日语：1月にはChristmas）（柏木世衣子）
- 爆炎轉校生（高村友花里）
- 有閑俱樂部 狗貓完整HOW麻吉（白鹿野梨子）

1992年
- 創世機士凱亞斯（日语：創世機士ガイアース）（薩哈瑞）
- 中華姑娘的憂鬱（日语：Spirit of Wonder#チャイナさんシリーズ）（中華姑娘）
- 三毛貓福爾摩斯之幽靈城主（片山晴美）
- 亂跑大戰！基因組獎盃（日语：スクランブル・ウォーズ 突走れ!ゲノムトロフィーラリー）（薩哈瑞）
- 有閑俱樂部 來自香港的愛（白鹿野梨子）

1993年
- 雲界迷宮ZEGUY（沙耶香）
- 輾轉難眠的江戶！（日语：お江戸はねむれない!）（薄雲[58]）
- 亂馬½ 珊璞暴變！反轉寶珠惹的禍（天道茜）
- 亂馬½ 天道家混亂的聖誕節（天道茜）

1994年
- 我是宇宙的碳礦夫（日语：おいら宇宙の探鉱夫）（河原町／）
- 真·孔雀王（朋子）
- 魔物獵人妖子5 光陰霸王之亂（真野遙）
- 亂馬½ 小茜 VS 亂馬 媽媽的味道由我守護！（天道茜）
- 亂馬½ 校園吹起風暴！身材劇變的雛子老師（天道茜）
- 亂馬½ 道場繼承者（天道茜）
- 亂馬½ SPECIAL 甦醒的記憶（天道茜）

1995年
- 亂馬½ SUPER 破戀洞的詛咒！吾愛永存（天道茜）
- 亂馬½ SUPER 邪惡的鬼（天道茜）

1996年
- 亂馬½ SUPER 兩個小茜「亂馬，看著我！」（天道茜）
- 特務戰隊Shinesman（日语：特務戦隊シャインズマン）（日高理湖）

1998年
- 火宵之月 ～秋狂言～（日语：火宵の月）（火月）
- HUNTER×HUNTER（酷拉皮卡）[注 8]

2003年
- 櫻花大戰 巴黎學院（日语：サクラ大戦 エコール・ド・巴里）（艾莉卡·方婷）

2004年
- 櫻花大戰 新巴黎（日语：サクラ大戦 ル・ヌーヴォー・巴里）（艾莉卡·方婷）

2010年
- 亂馬½ 惡夢！春眠香（日语：らんま1/2 悪夢!春眠香）（天道茜）
- ONE PIECE FILM STRONG WORLD EPISODE:0（貝爾梅爾）

2011年
- 超自然檔案：THE ANIMATION（艾碧戈·蘇利文）

2012年
- 浪客劍心 新京都篇（瀨田宗次郎）[注 9]

### 網路動畫
- 京騷戲畫（2011年，阿吽兄弟·阿）

### 遊戲
- 魔物獵人系列

1990年
- 亂馬½（日语：らんま1/2 (PCエンジン)）（天道茜）[注 10]

1991年
- ALSHARK（日语：アルシャーク）
- （巴妮拉）
- 亂馬½ 囚禁的新娘（日语：らんま1/2 とらわれの花嫁）（天道茜）[注 10]

1992年
- 亂馬½ 打倒，元祖無差別格鬥流！（日语：らんま1/2 打倒、元祖無差別格闘流!）（天道茜）[注 10]
- 亂馬½ 爆烈亂鬥篇（日语：らんま1/2 爆烈乱闘篇）（天道茜）[注 11]

1993年
- 誕生 ～Debut～（日语：誕生 〜Debut〜）（小暮由佳）

1994年
- 魔法氣泡CD（帕諾提）
- J計劃（皮諾）
- 亂馬½ 超技亂舞篇（天道茜）[注 11]

1996年
- Eternal Melody（日语：エターナルメロディ）（菲力）
- 魔法氣泡CD通（帕諾提、史機耶波德斯）
- 亂馬½ Battle Renaissance（天道茜）
- J計劃2（裘瑟特）

1997年
- 美少女格鬥Asuka120% Final BURNING Fest（日语：あすか120%）（御手洗清子）
- 美少女格鬥Asuka120% Return BURNING Fest（御手洗清子）
- 銀河少女傳說3 LIGHTNING ANGEL（日语：銀河お嬢様伝説ユナ）（天翔院·項翔）
- 冒險奇譚（菲娜）
- （露露）
- 超級機器人大戰F（美娜·萊庫林格、高屋法子）
- 初恋ばれんたいん（織田夏澄）

1998年
- 美少女雀士發行5週年紀念限定版（日语：アイドル雀士スーチーパイ）（二之宮琴梨）
- 銀河少女傳說 FINAL EDITION（天翔院・項翔）
- 新世紀福音戰士 EVA和愉快的夥伴們（日语：新世紀エヴァンゲリオン エヴァと愉快な仲間たち）（約翰·洛克·拉爾蒂克、高屋法子）
- （二之宮琴梨）
- 超級機器人大戰F完結篇（美娜·萊庫林格、高屋法子）
- 兵蜂RPG（日语：ツインビーRPG）
- 初 Special（織田夏澄）
- 正邪幻想史（日语：ブラックマトリクス）（杜美娜）[注 12]
- 雪割花（櫻木花織）
- （瑪茲皇帝）

1999年
- 美少女格鬥ASUKA120% Final BURNING Fest（御手洗清子）
- 美少女格鬥ASUKA120% Return BURNING Fest（御手洗清子）
- 正邪幻想史 AD（杜美娜）[注 13]

2000年
- 超級機器人大戰α（高屋法子）
- 正邪幻想史+（杜美娜）[注 14]

2001年
- 犬夜叉（桔梗）
- 櫻花大戰3 ～巴黎在燃燒嗎～（艾莉卡·方婷）

2002年
- 犬夜叉 ～戰國御伽合戰～（桔梗）
- 櫻花大戰4 ～戀愛吧少女～（艾莉卡·方婷）
- 超級機器人大戰IMPACT（日语：スーパーロボット大戦IMPACT）（蓮妮·愛）
- ZOIDS VS.系列（日语：ZOIDS VS.シリーズ）（安卓·阿卡地亞、利瑟）
- 時空幻境 魔幻迷宮2（日语：テイルズ オブ ザ ワールド なりきりダンジョン2）（莎娜特斯）

2003年
- 犬夜叉 ～奈落的陷阱！迷幻森林的邀請函～（桔梗）
- 貯金大冒險2 闇之金幣國王與女王（日语：コロッケ!2 闇のバンクとバン女王）
- 貯金大冒險3 砂糖王國之謎（日语：コロッケ!3 グラニュー王国の謎）

2004年
- 犬夜叉 ～詛咒的假面～（桔梗）
- 貯金大冒險Great 時空的冒險者（日语：コロッケ!Great 時空の冒険者）
- 櫻花大戰物語 ～神秘的巴黎～（日语：サクラ大戦物語 〜ミステリアス巴里〜）（艾莉卡·方婷）
- 櫻花大戰V EPISODE 0 ～荒野的少女武士～（日语：サクラ大戦V EPISODE 0〜荒野のサムライ娘〜）（艾莉卡·方婷）
- 超級機器人大戰MX（真紀美·榛〈哈利〉）
- 全民高爾夫 Portable（日语：みんなのGOLF ポータブル）（サギリ）

2005年
- Another Century's Episode（真紀美·榛〈哈利〉）
- 犬夜叉 奧義亂舞（桔梗）
- 貯金大冒險DS 天空的勇者們（日语：コロッケ!DS 天空の勇者たち）
- 超級機器人大戰MX Portable（真紀美·榛〈哈利〉）
- 第3次超級機器人大戰α 終焉之銀河（高屋法子）
- 時空幻境 魔幻迷宮3（日语：テイルズ オブ ザ ワールド なりきりダンジョン3）
- 天外魔境III NAMIDA（壹與）
- 潛龍諜影3 食蛇者（日之本零子）
- 雪割花（櫻木花織）[注 15]
- 火爆玫瑰（日之本零子／麗琥）

2006年
- 浪客劍心 炎上！京都輪廻（瀨田宗次郎）

2007年
- 新世紀福音戰士 戰鬥交響曲（日语：新世紀エヴァンゲリオン バトルオーケストラ）（高屋法子）

2008年
- 碧城（日语：アオイシロ）（小山內梢子）
- 發明工坊 蒼之巨神（日语：暁のアマネカと蒼い巨神）（莉耶·梅茵史提）

2009年
- 超級機器人大戰NEO（日语：スーパーロボット大戦NEO）（稻葉天音／天音）

2010年
- uni.（日语：uni.）（白河伊織）

2011年
- 日常 〈宇宙人〉（史塔拉公主）
- 浪客劍心 再閃（瀨田宗次郎）

2012年
- PROJECT X ZONE（艾莉卡·方婷[59]）
- 浪客劍心 完醒（瀨田宗次郎[60]）

2013年
- 解放少女 SIN（日语：解放少女 SIN）（時江千明[61]）
- 超級機器人大戰UX（蓮妮·愛）
- VitaminR（理事長[62]）
- 擂台☆夢想 女子摔角大戰（日语：リング☆ドリーム 女子プロレス大戦）（星空黃金、沓澤真生／女色Dino[63]）

2014年
- CV ～CASTING VOICE～（日语：CV 〜キャスティングボイス〜）（鴫野巴菜[64]）
- 3594e -三國志英歌-（孫尚香[65]）
- 女友伴身邊（深見繪真[66]）
- 第3次超級機器人大戰Z 時獄篇／天獄篇（高屋法子）
- 名偵探柯南 幻影狂想曲[[[Wikipedia:格式手册/链接#章節|錨點失效]]]（世良真純[67]）

2015年
- 碧藍幻想（[68]、艾莉卡·方婷[69]）
- PSYCHO-PASS 無法抉擇的幸福（主宰者[70]）
- 戰鬥女子學園（八雲樹）
- PROJECT X ZONE 2：BRAVE NEW WORLD（日语：PROJECT X ZONE 2:BRAVE NEW WORLD）（艾莉卡·方婷[71]）

2016年
- 方根書簡（文野亞彌[72]）

2017年
- 超級機器人大戰V（真紀美·榛〈哈利〉）
- 我們的世界迎向終結。（日语：俺達の世界わ終っている。）（尼可爾·蕭特[73]）
- 超級機器人大戰X-Ω（日语：スーパーロボット大戦X-Ω）（高屋法子）
- 小魔女學園 時空魔法與七大不可思議（阿修拉老師[74][75]）

2018年
- 超級機器人大戰X（約翰·洛克·拉爾蒂克）
- 方根書簡 Last Answer（文野亞彌[76]）

2019年
- 星海遊俠：回憶（日语：スターオーシャン:アナムネシス）（艾莉卡·方婷）
- JUDGEMENT 7 我們的世界迎向終結。（日语：俺達の世界わ終っている。）（尼柯爾·修達[77]）
- 超級機器人大戰T（高屋法子、真紀美·榛〈哈利〉）
- 勇者鬥惡龍 強敵對決（日语：ドラゴンクエスト ライバルズ）（妮妮）
- 消滅都市0.（主宰者[78]）

2020年
- Fate/Grand Order（阿芙蘿黛蒂）
- 最終幻想VII 重製版（克勞德·史特萊夫<少年时期>）
- 言靈戰士（日语：共闘ことばRPG コトダマン）（瀨田宗次郎）
- Root Film（真鍋祥子[79]）

2023年
- 聖火降魔錄 英雄雲集（那瑟斯）

### 廣播劇CD
- 幸運女神（蓓兒丹娣）
- 碧城（日语：アオイシロ）系列（小山內梢子）
  - 青城的緣結繩
  - 青城與梢子之靴
  - 青城的圓舞曲
  - 青城奇譚
  - 青城的凱旋門
- 星際少年隊（安德魯）
- 伊蘇V ～失落的砂之都凱芬（威利）
- 女旦！菊之助（日语：オヤマ! 菊之助）（藤井菊之助）
- 學園特警杜克萊恩（日语：学園特警デュカリオン）（宙尊寺繪里衣）
- 光之風（日语：風光る (渡辺多恵子の漫画)）（神谷清三郎／富永清）
- 金田一少年之事件簿 死神病院殺人事件（聖正映子）
- Z MAN（日语：Z MAN）
- BASARA外傳TATARA（更紗）
- 夢幻遊戲系列（夕城美朱）
  - 夢幻遊戲
  - 夢幻遊戲2 朱雀招喚篇
  - 夢幻遊戲3 死守神座寶篇
  - 夢幻遊戲4 青龍開封篇
  - 夢幻遊戲5 朱宿飛翔篇
  - 夢幻遊戲 永遠我愛
- 放學後系列（日语：放課後シリーズ）（渡邊美佐子）
- 魔神凱撒傳（相川由理香）

### 外語配音

#### 演員
傑瑪·梅斯
- 歡樂合唱團（艾瑪·皮爾斯伯里）※FOX版。
- 藍色小精靈 (2011年電影)（葛瑞絲·溫斯洛）
- 藍色小精靈2（葛瑞絲·溫斯洛）

#### 電影
- 巧克力冒險工廠（奧古斯塔·格盧普〈菲利浦·韋格拉茲（英语：Philip Wiegratz）〉[80]）※日本電視台版。
- 大紅狗克里弗（瑪吉·霍華德〈席安娜·吉兒利〉[81]）
- 王牌保齡球（英语：Kingpin (1996 film)）（蕾貝卡〈米歇爾·馬德森（英语：Michele Matheson）〉）※VHS版。
- 恐怖連結（英语：Link (film)）（珍·蔡斯〈伊麗莎白·蘇〉）※東京電視台版。
- 老媽之夜（英语：Moms' Night Out）（艾麗森〈薩拉·德魯〉）
- 真情收音機（英语：Monrak Transistor）（貞夫〈絲莉雅空·佩卡凡莎（英语：Siriyakorn Pukkavesh）〉）
- 核子彈頭（英语：Night Watch (1995 film)）（米拉·鄧〈黃敏〉）※富士電視台版。
- 一級玩家（女性研究員[82]）
- 原野奇俠（瑪麗安·史塔瑞〈珍·亞瑟〉[83]）※STAR CHANNEL（日语：スター・チャンネル）版。
- 超級瑪利歐兄弟（黛西公主〈薩曼莎·馬西斯〉）※影碟版。
- 鳥籠（巴巴拉·基利〈卡莉絲塔·佛克哈特〉）※富士電視台版。
- 隔世琴緣（特里姆）
- 大地英豪（蔻拉·門羅〈麥德琳·史道威〉）※富士電視台版。
- 意氣風發（英语：The Last Time I Committed Suicide）（瑪莉〈葛雷琴·莫爾〉）
- 布偶占領曼哈頓（英语：The Muppets Take Manhattan）（珍妮）※20世紀福斯版。
- 老闆渡假去（葛文·桑達士〈凱薩琳·瑪莉·史都華（英语：Catherine Mary Stewart）〉）

#### 電視影集
- 火速救援最前線（麥蒂·巴克利·肯德爾〈珍妮佛·樂芙·休伊〉）
- 犯罪心理 (第7季)（萊拉·布洛德史東〈崔西·米登朵夫〉）
- 18．29（柳惠燦〈朴宣暎〉）
- 福爾摩斯與華生 (第3季)（塔拉·帕克〈薩頓·福斯特〉）
- 黑暗邊緣 (1985年BBC電視影集)（英语：Edge of Darkness）（艾瑪·克萊文〈瓊妮·威利〉）※DVD版。

#### 動畫
- 大力士（英语：Hercules (1998 TV series)）（赫斯提亞）
- 米菲兔：動物園的寶藏（媽媽[84]）
- 彩虹小馬：友情就是魔法
- 鐵巨人（安妮·休斯〈珍妮佛·安妮斯頓〉）

### 電視劇
TBS
- GOGO！啦啦隊（日语：GOGO! チアガール）（1980年－1981年）－中川純子
- 東芝週日劇場 「途中下車純情」（1992年）

富士電視網
- 富士電視台
  - 同級生13歳（日语：同級生は13歳）（1987年）－御好燒「INN」店員
  - 世界奇妙物語「帶來幸福好運的眼鏡」（2015年）－韋瑟的聲音

- 關西電視台
  - 她很漂亮（2021年）－夏川千景

其它電視台
- 少年劇場系列（日语：少年ドラマシリーズ）「來自未來的挑戰（日语：未来からの挑戦）」（NHK，1977年）－水谷[注 16]
- 聲優女孩！（日语：声ガール!）（朝日放送，2018年）－菊池真琴的母親〈菊池麻里〉
- Voice 110緊急指令室 第6、7話（日本電視台，2021年8月28日、9月4日） - 自治會長·美由紀

#### 特攝影集
- 戰鬥狂熱 J（1979年，BF隊聯絡員中原圭子）[注 16]
- 烈車戰隊特急者（2014年，女帝閃亮的聲音[85]）
- 烈車戰隊特急者 THE MOVIE 銀河路線SOS（2014年，女帝閃亮的聲音）
- 假面騎士ZERO-ONE（2019年，的聲音[86]）

### 電影
- 烈車戰隊特急者 THE MOVIE 銀河路線SOS（2014年，閃爍姑娘的聲音[87]）

### 非戲院首映
- 歸來的烈車戰隊特急者 夢幻的超特急7號（日语：行って帰ってきた烈車戦隊トッキュウジャー 夢の超トッキュウ7号）（2015年，閃爍姑娘的聲音）
- 電視君超戰鬥DVD 假面騎士ZERO-ONE『從袋鼠中跳出什麼東西？這種事自己去想！對，非得是我或人也!!』（2020年，薩德的聲音）

### 布偶劇
- （〈途中擔任〉、老師〈第2代〉）
- （小七）

### 朗讀、其它他CD
- Sound Horizon 6th Story CD Moira（日语：Moira）（角色聲音）

### 柏青哥、角子機
- CR黃金獵人 ～巧克拉與塔爾特的大冒險～（巧克拉）
- 火爆玫瑰（日之本零子）
- CR櫻花大戰（日语：CRサクラ大戦）（艾莉卡·方婷）[注 17]
- 角子機櫻花大戰3（日语：パチスロサクラ大戦3）（艾莉卡·方婷）

### 電視節目

#### 旁白
東京電視台
- 教教我！無敵實驗隊（日语：教えて!ウルトラ実験隊）
- Seiuchi Business Stadium（日语：セイウチ・ビジネス・スタジアム）
- 週一Premiere！（日语：月曜プレミア!）「自己能辦的到！我家裝潢大作戰！」（2011年10月31日）

富士電視台
- 未來☆怪獸（日语：ミライ☆モンスター）（2014年4月6日－）

日本電視台
- 天才！志村動物園 特別篇的常駐旁白
- 同

NHK系列
- 大家還活著（日语：みんな生きている）（NHK教育）
- 發掘酷日本（NHK-BS，2012年4月－）
- 朝一|あさイチ}}（NHK綜合，2018年4月－）－週二單元火旁白
- 達障害“普通”何？（NHK綜合，2018年4月－）－旁白

其它電視台
- 壇久保→壇久保·彩（日语：だんくぼ）（朝日電視台，2012年10月－2014年3月）

#### 常駐出演
NHK系列
- Let's Go Young（日语：レッツゴーヤング）（NHK）[注 18]
- 什麼!? 程式設計（日语：Why!?プログラミング）（2016年3月21日－25日，NHK教育）－拉姆的配音[88]

朝日電視台
- 新Afternoon Show（日语：新・アフタヌーンショー）（1987年，與信州電視台、大分電視台共同製作）
- 拜託了！排行榜（日语：お願い!ランキング）（2011年10月13日－）
- 拜託了！排行榜 GOLD（日语：お願い!ランキング）（「雄二的直截了當房間」主要主持人[注 19]，2011年10月13日－）

東京電視台
- [注 20]
- 早安工作室（日语：おはようスタジオ）[注 21]

其它電視台
- 早安！星期日（日语：おはよう!サンデー）（日本電視台）－參加馬拉松路跑的小學生
- 驕傲LIVE 押上NOW（日语：東京スカイツリータウン MXご自慢ライブ）→東京天空樹 MX的驕傲LIVE（日语：東京スカイツリータウン MXご自慢ライブ）（TOKYO MX，2012年5月27日－2013年3月31日）

#### 節目單元
富士電視台
- 史館（記者，1988年4月7日－1989年9月28日）
- FNS26小時電視（日语：26時間テレビ）「與秋刀魚、中居的今夜不想睡」（富士電視網，2009年）[注 22]

其它電視台
- （靜岡縣民放送（今：靜岡朝日電視台））單元「！」
- 倫倫清晨6點現場情報（日语：ルンルンあさ6生情報）（現場直播記者，日本電視台）
- 大！天才兒童 （NHK教育，2012年）－飾演吉田小姐
- 實錄世界的神祕（日语：実録世界のミステリー）（聲音演出，東京電視台）

### 廣播節目
此處列出代表性的節目。
- 笑福亭鶴光的All Night-NIPPON（日语：笑福亭鶴光のオールナイトニッポン）（節目助理／共同[注 23]，日本放送等台，1982年）
- 日石週六趣味電台（大阪放送，與一起在動畫《鄰家女孩》參演的三矢雄二共同出演。日本石油（今：JX能源）一社提供）
- （日經廣播電台，1987年4月－1989年3月）
- 週日心跳站（1989年4月－1994年9月）
- 日高範子的子休息品嚐（主持人[注 24]，FM長野（日语：長野エフエム放送），1994年10月－1995年9月[注 25]）
- 範子與伸太的動畫爭霸（日语：ノン子とのび太のアニメスクランブル）（主持人[注 26]，文化放送，1991年4月14日－）
- Clair de Lune（主持人[注 27]，FM NACK5，1992年4月－9月）
- Earth Conscious Dream（TOKYO FM（JFN）系列）[注 28]
- KBS京都 Hyper Night（日语：はいぱぁナイト） -Hi-young KYOTO（日语：ハイヤングKYOTO (第二期)）「Aromatic Night」（主持人[注 29]，KBS京都，1989年10月13日－1997年9月29日。全413回）
  - 日高範子的Hyper Night星期五（1989年10月13日－1995年3月31日。全285回）
  - 日高範子的Hyper Night星期一（1995年4月3日－1996年3月26日，全50回）[注 30]
- 日高範子的芳香之夜（Hi-young KYOTO星期一）（1996年4月1日[注 31]－1997年9月29日。全78回）
- 日高範子的Tokyo Wonder Jam Uri！Uri！Uriho！（KBS京都，1998年4月4日－2001年3月31日。全156回）
- 日高範子的HAPPY＠（KBS京都，2001年4月7日－2004年3月27日。全155回）
- 淺倉南的All Night-NIPPON（日本放送等台，2004年9月29日）[注 32]
- NONKO'S CHEERFUL MIND “Urala”（KBS京都，2005年10月5日－2006年3月）[注 33]
- （三矢3+日高3）2=!?（與三矢雄二共同主持，毎個月的第1、第3個星期二更新，神南工作室（日语：神南スタジオ）配信）※
- （1987年11月）
- 林原惠的東京不羈夜（常駐來賓[注 34]，TBS廣播）
- 東京REMIX族（日语：東京REMIX族）（J-WAVE）
- It's a Voiceful World ～歡迎來到電台秀！～（日语：It's a Voiceful World〜ラジオショーへようこそ!〜）（超！A&G+，2010年10月10日－2014年10月5日。全209回）
- BANANA FRITTERS A-Go-Go!!!（超！A&G+，2017年）
- 神谷明、日高範子 TALK!×3（CBC電台，2020年4月4日－現在）

### 舞台
- 「聽不到雨聲」（紅燈劇團第3回公演，1985年4月23日－28日，下北澤站前劇場）[注 35]
- 「The Star Spangled Girl」（1991年，Banana Gritters（日语：バナナフリッターズ）。演出中尾隆聖）
- 「PLAY A SONG」（1993年，獨自演唱。之後與鹽澤兼人共演。演出三矢雄二）
- 櫻花大戰相關（艾莉卡·方婷）
  - 櫻花大戰歌謠Show ～巴黎花組特別迷你Live Show～（2001年8月13日，東京厚生年金會館）
  - 櫻花大戰晚宴Show
  - 櫻花大戰武道館Live 帝都·巴黎·紐約（2007年5月13日，日本武道館）
  - 櫻花大戰紐育Review Show ～歌唱♪大紐約♪2～（2007年7月15日－18日，日本青年館）[注 36]
  - 櫻花大戰紐育Review Show ～歌唱♪大紐約♪3 Last Show～（2008年8月28日，銀河劇場）
  - 櫻花大戰巴里花組Live 2009 ～燃燒吧自由的翅膀～（2009年12月26日－27日，青山劇場）
  - 櫻花大戰帝都Live 2010（2010年3月6日，東京厚生年金會館）
  - 櫻花大戰巴里花組&紐約星組Live 2010 ～～（2010年12月10日－12日，青山劇場）
  - 櫻花大戰武道館Live 2 ～帝都、巴黎、紐約～（2011年10月7日，日本武道館）
  - 櫻花大戰巴黎花組Live 2012 ～Revue mon PARIS～（2012年12月26日－29日，青山劇場）
  - 偉大的航道 田中公平動漫交響音樂會（2013年6月16日，台灣台北國家音樂廳）
  - 櫻花大戰巴黎花組秀2014 ～Ce qui sera,sera PARIS～（2014年2月13日－16日，銀河劇場）
- （2009年）
- 劇團Alterego （页面存档备份，存于）第46回公演（2011年）

### 實況公演
- 「LIVE IN MURASAKI」（Live House Murasaki、1984年6月10日I部20時00分～，II部21時30分－（＋），出演：日高範子）
- 「日高範子 First Live in RUIDO」（新宿RUIDO（日语：原宿RUIDO），1985年12月左右 12時30分－13時45分，出演：日高範子）
- 「日高範子 Second Live in RUIDO」（新宿RUIDO，1986年4月20日12時00分－14時00分，出演：日高範子，嘉賓：三矢雄二 等人）
- 「日高範子&三矢雄二 Joint Live」（新宿RUIDO，1986年6月22日14時00分－16時00分，出演：日高範子、三矢雄二）
- 「田中公平 作家生活30週年紀念音樂會」（東京厚生年金會館，2009年11月1日）

### 電器製品
- Panasonic電子道路收費系統－（CY-ET806D／ET809D／ET906D／ET906KD／ET907D／ET907KD／ET908D／ET908KD／ET909D／ET909KD）

### 廣告
- 丸井「丸井谷店 本館館」
- 花王石鹼
- 萬代南夢宮娛樂「太鼓之達人」
- 萬代「飛越巔峰 GunBuster (PlayStation 2)」(2005年)
- 萬普「第3次超級機器人大戰α 終焉之銀河」（2005年，聲音演出／與檜山修之、保志總一朗共同）
- Gust「箸切 2出編」（2012年2月，聲音演出／與三矢雄二共同）
- 龍角散服

### 其它
- Ultima 恐怖的Exodus（ひだかのりこ）[注 37]
- Seiuchi Business Stadium（日语：セイウチ・ビジネス・スタジアム）（橫濱八景島海島樂園的海象配音）
- 天象儀節目「星空交響曲 ～宇宙見上～」埼玉市青少年宇宙科學館（旁白）
  - 木下星空（旁白）
- NISSAN官方網站網路繪本（旁白）
- 2009年8月29日、30日在大阪巨蛋舉辦日本職棒球隊歐力士野牛VS埼玉西武獅球賽實況[89]。
- Panasonic電子道路收費系統
- 松本秀夫 發現情報 就在這裡（日语：松本ひでお 情報発見 ココだけ）（2011年12月5、12日，日本放送）－代班佐佐木秀實（日语：佐々木秀実）擔任週一節目常駐夥伴。
- AniP -Anime Producers（日语：あにP）（TOKYO MX，旁白）

## 音樂作品
聲優組合Banana Gritters的歌曲請參照「Banana Gritters」，WITH YOU的歌曲請參照「WITH YOU」。

### 單曲
| 枚數                                 | 發行日期           | 單曲名稱            | B面                | 規格               | 規格編號           |
| CBS Sony （ 名義）                   | CBS Sony （ 名義） | CBS Sony （ 名義）  | CBS Sony （ 名義） | CBS Sony （ 名義） | CBS Sony （ 名義） |
| ------------------------------------ | ------------------ | ------------------- | ------------------ | ------------------ | ------------------ |
| 1st                                  | 1980年1月21日      |                     |                    | EP                 | 05SH-696           |
| 2nd                                  | 1980年12月1日      |                     | PRETTY LOVE        | EP                 | 07SH-895           |
| 3rd                                  | 1981年10月1日      |                     |                    | 07SH-1059          |                    |
| 4th                                  | 1982年4月1日       |                     |                    | EP                 | 07SH-1139 (EP)     |
| Pony Canyon （日高子 名義）          |                    |                     |                    |                    |                    |
| 5th                                  | 1986年10月21日     |                     |                    | EP                 | 7A-0653            |
| 6th                                  | 1987年7月21日      |                     |                    | EP                 | 7A-0751            |
| Pony Canyon （日高子 名義）          |                    |                     |                    |                    |                    |
| 7th                                  | 1987年10月21日     |                     |                    | EP                 | 7A-0783            |
| 東芝EMI／FUTURE LAND （日高子 名義） |                    |                     |                    |                    |                    |
| 8th                                  | 1990年12月26日     | 宇宙 ～BY MY SIDE～ | 接吻（）           | 8cmCD              | TYDY-5149          |
| 8th                                  | 1990年12月26日     | 宇宙 ～BY MY SIDE～ | LESS THAN          | 8cmCD              | TYDY-5149          |
| 8th                                  | 1990年12月26日     | 宇宙 ～BY MY SIDE～ | 去想               | 8cmCD              | TYDY-5149          |
| 東芝EMI／TM FACTORY （日高子 名義）  |                    |                     |                    |                    |                    |
| 9th                                  | 1992年7月8日       | 夢扉                | 人                 | 8cmCD              | TODT-2869          |
| 9th                                  | 1992年7月8日       | 夢扉                |                    | 8cmCD              | TODT-2869          |
| 梅爾達庫 （日高子 名義）             |                    |                     |                    |                    |                    |
| 10th                                 | 1995年7月21日      | BE NATURAL          |                    | 8cmCD              | MEDP-11021         |
| 11th                                 | 1995年11月22日     |                     |                    | 8cmCD              | MEDP-11024         |

### 專輯

#### 原創專輯
| 枚數                        | 發行日期                    | 專輯名稱                    | 規格                        | 規格編號                    |
| Pony Canyon （日高子 名義） | Pony Canyon （日高子 名義） | Pony Canyon （日高子 名義） | Pony Canyon （日高子 名義） | Pony Canyon （日高子 名義） |
| --------------------------- | --------------------------- | --------------------------- | --------------------------- | --------------------------- |
| 1st                         | 1985年10月21日              | 南青春                      | LP                          | C28G-397                    |
| 1st                         | 1985年10月21日              | 南青春                      | CD                          | D32G-0012                   |
| 2nd                         | 1986年4月21日               | 南風吹                      | LP                          | D32A-182                    |
| 2nd                         | 1986年4月21日               | 南風吹                      | CD                          | D32A-0182                   |
| 3rd                         | 1986年10月21日              |                             | LP                          | D32A-238                    |
| 3rd                         | 1986年10月21日              | CD                          | D32A-0238                   |                             |
| 4th                         | 1987年5月21日               | PERSONAL 2                  | LP                          | D32A-291                    |
| 4th                         | 1987年5月21日               | PERSONAL 2                  | CD                          | D32A-0291                   |
| （日高子 名義）             |                             |                             |                             |                             |
| 5th                         | 1991年12月16日              | Paradise                    | CD                          | MECH-30022                  |
| 6th                         | 1993年7月21日               | MEGA BABE                   | CD                          | MECP-30014                  |
| 7th                         | 1994年11月21日              | Breath of air               | CD                          | MECP-30024                  |

#### 精選專輯
| 枚數                        | 發行日期                    | 專輯名稱                    | 規格                        | 規格編號                    |
| Pony Canyon （日高子 名義） | Pony Canyon （日高子 名義） | Pony Canyon （日高子 名義） | Pony Canyon （日高子 名義） | Pony Canyon （日高子 名義） |
| --------------------------- | --------------------------- | --------------------------- | --------------------------- | --------------------------- |
| 1st                         | 1987年11月21日              | BEST                        | CD                          | D32P-6153                   |
| 2nd                         | 1990年8月20日               |                             | CD                          | PCCA-112                    |
| （日高子 名義）             |                             |                             |                             |                             |
| 3rd                         | 1999年4月21日               | NONKO                       | CD                          | MECP-28103                  |
| Pony Canyon （日高子 名義） |                             |                             |                             |                             |
| 4th                         | 2010年2月17日               | 日高子 BEST COLLECTION      | CD                          | PCCS-88                     |

### 商業搭配
| 樂曲             | 商業搭配                                                    | 時期   |
| ---------------- | ----------------------------------------------------------- | ------ |
|                  | 東京12頻道電視動畫《雙胞胎萌趣趣》主題歌                    | 1980年 |
|                  | 東京12頻道電視動畫《雙胞胎萌趣趣》劇中插入歌                | 1980年 |
| 初               | 仁尾太陽博形象歌曲                                          | 1981年 |
| Forever          | 讀賣電視台、日本電視台電視動畫《波士可的冒險》片頭主題曲    | 1986年 |
| 晴日愛           | 讀賣電視台、日本電視台電視動畫《Bosco Adventure》片尾主題曲 | 1986年 |
| 幸軌             | OVA《COOL COOL BYE》主題歌曲                                | 1986年 |
|                  | 富士電視台電視動畫《鄰家女孩》劇中插入歌                    | 1986年 |
| ～瞳～           | 遊戲《Ultima》主題歌曲                                      | 1987年 |
| 潮風             | 東京電視台節目《》主題歌曲                                  | 1987年 |
| TRY TO JUMP ～～ | 東京電視台節目《》主題歌曲                                  | 1987年 |
| 夢扉             | OVA《中華姑娘的憂鬱》片尾主題曲                             | 1992年 |
| BE NATURAL       | 廣播《》主題歌曲                                            | 1995年 |
| 未翼             | 電視動畫《Oz Kids》片尾主題曲                               | 1995年 |

### 角色歌曲
| 發行日期 | 標題                                      | 名義                                 | 樂曲 | 商業主打                                                       |
| 1987年   | 1987年                                    | 1987年                               | 1987年 | 1987年                                                         |
| -------- | ----------------------------------------- | ------------------------------------ | --- | -------------------------------------------------------------- |
| 2月21日  | Touch in Memory                           | 淺倉南（日高範子）                   | 「Touch」 「Dreamin’Kids」 「南風·夏季少女」 「」 「青春」 「熱情物語」 「White Dream」 「愛是寂寞的」 「玻璃的青春（Teenage）」 「若是少了你」 | 電視動畫《鄰家女孩》角色歌曲                                   |
| 1990年   |                                           |                                      | |                                                                |
| 4月21日  | 倫巴達☆RANMA                              | 亂馬的歌劇團御一行樣                 | 「」 | 電視動畫《亂馬½》片尾主題曲                                    |
| 11月21日 | 亂馬的企劃音盤II 亂馬½ 歌曆 (平成3年度版) | DoCo                                 | 「」 | 電視動畫《亂馬½》相關歌曲                                      |
| 11月21日 | 亂馬的企劃音盤II 亂馬½ 歌曆 (平成3年度版) | 亂馬的歌劇團御一行樣                 | 「」 | 電視動畫《亂馬½》相關歌曲                                      |
| 1991年   |                                           |                                      | |                                                                |
| 1月21日  | 滿滿的回憶                                | DoCo                                 | 「」 | OVA《亂馬½》片頭主題曲                                         |
| 1月21日  | 滿滿的回憶                                | 帶子                                 | 「」 | 電視動畫《亂馬½》相關歌曲                                      |
| 1月21日  |                                           | 天道茜（日高範子）                   | 「」 「」 | 電視動畫《亂馬½》相關歌曲                                      |
| 7月21日  | 亂馬的企劃音盤III 亂馬½ DoCo First        | DoCo                                 | 「」 | OVA《亂馬½》片頭主題曲                                         |
| 7月21日  | 亂馬的企劃音盤III 亂馬½ DoCo First        | DoCo                                 | 「」 | OVA《亂馬½》片尾主題曲                                         |
| 7月21日  | 亂馬的企劃音盤III 亂馬½ DoCo First        | DoCo                                 | 「」 | 電影動畫《亂馬½：超無差別決戰！亂馬隊VS傳說的鳳凰》 片尾主題曲 |
| 7月21日  | 亂馬的企劃音盤III 亂馬½ DoCo First        | DoCo                                 | 「」 | OVA《亂馬½》片尾主題曲                                         |
| 7月21日  | 亂馬的企劃音盤III 亂馬½ DoCo First        | DoCo                                 | 「彼」 | OVA《亂馬½》片尾主題曲                                         |
| 1994年   |                                           |                                      | |                                                                |
| 10月21日 |                                           | 遠藤一美（日高範子）                 | 「」 「」 | 電視動畫《足球風雲》片尾主題曲                                 |
| 12月16日 | KAZUMI                                    | 遠藤一美（日高範子）                 | 「」 「」 「」 「」 | 電視動畫《足球風雲》相關歌曲                                   |
| 12月16日 | 亂馬½ DoCo☆Second                         | DoCo                                 | 「」 | OVA《亂馬½》片尾主題曲                                         |
| 12月16日 | 亂馬½ DoCo☆Second                         | DoCo                                 | 「」 | OVA《亂馬½》片頭主題曲                                         |
| 12月16日 | 亂馬½ DoCo☆Second                         | DoCo                                 | 「」 | 電影動畫《亂馬½：超無差別決戰！亂馬隊VS傳說的鳳凰》 片頭主題曲 |
| 12月16日 | 亂馬½ DoCo☆Second                         | DoCo                                 | 「」 | OVA《亂馬½》片頭主題曲                                         |
| 12月16日 | 亂馬½ DoCo☆Second                         | DoCo                                 | 「」 | OVA《亂馬½》片尾主題曲                                         |
| 12月16日 | 亂馬½ DoCo☆Second                         | DoCo                                 | 「」 | OVA《亂馬½》片頭主題曲                                         |
| 2018年   |                                           |                                      | |                                                                |
| 8月24日  | BAKA-BONSOIR！                            | B.P.O -Bakabon-no Papa Organization- | 「BAKA-BONSOIR！」 | 電視動畫《深夜！天才傻鵬》片頭主題曲                           |
| 8月24日  | BAKA-BONSOIR！                            | B.P.O -Bakabon-no Papa Organization- | 「BAKA-BONSOIR！Nano Order Remix」 | 電視動畫《深夜！天才傻鵬》相關歌曲                             |

### 其它參加作品
| 發行日期 | 標題   | 名義     | 曲名                                  | 備註   |
| 1990年   | 1990年 | 1990年   | 1990年                                | 1990年 |
| -------- | ------ | -------- | ------------------------------------- | ------ |
| 12月26日 | /      | 日高範子 | 「」 「」                             |        |
| 1997年   |        |          |                                       |        |
| 1月21日  | 「」   | 日高範子 | 「」                                  |        |
| 1998年   |        |          |                                       |        |
| 11月21日 |        | 日高範子 | 「」 「」                             |        |
| 2000年   |        |          |                                       |        |
| 12月16日 |        | 日高範子 | 「Weekend」 「」 「」 「海岸通」 「」 |        |

## 著書
- （主婦之友社（日语：主婦の友社） ISBN 4072256676）

## 腳註

## 外部連結
- （日語） （日語）－日高範子的官方個人網站。
- 日高範子｜Combination （页面存档备份，存于） （日語）

SNS
-  （日語）－日高範子的官方個人部落格。
- 日高範子 （页面存档备份，存于）的Facebook專頁 （日語）
- 日高範子的X（前Twitter） （日語）（2016年10月31日－）
- 日高範子的Instagram帳戶 （日語）（2017年10月31日－）

- 日高範子 （页面存档备份，存于） （日語）－日本電影資料庫
- 日高範子 （页面存档备份，存于） （日語）－allcinema（日语：allcinema）
- 日高範子 （页面存档备份，存于） （日語）－KINENOTE
- Noriko Hidaka在互联网电影资料库（IMDb）上的資料（英文）
- 日高範子 （页面存档备份，存于） （日語）－MOVIE WALKER PRESS（日语：MOVIE WALKER PRESS）
- 日高範子 （日語）－NHK人物錄（日语：NHKアーカイブスポータル）